# اچ‌ام‌اس دیسپچ (۱۸۰۴)
اچ‌ام‌اس دیسپچ (۱۸۰۴) (به انگلیسی: HMS Dispatch (1804)) یک کشتی بود که طول آن ۱۰۰ فوت ۰ اینچ (۳۰٫۵ متر) بود. این کشتی در سال ۱۸۰۴ ساخته شد.